# Willi Lippens
Willi "Ente" Lippens (Bedburg-Hau, Niederrhein, Alemania, 10 de noviembre de 1945) fue un futbolista alemán de padres neerlandeses.

## Biografía
Jugó por el Rot-Weiss Essen de 1965 hasta 1976 y de 1980 a 1981. Entre 1976 y 1979 jugó por el Borussia Dortmund y luego se fue por una temporada al Dallas Tornado de la antigua liga de fútbol de Estados Unidos.
Lippens jugó 242 partidos de la 1. Bundesliga, consiguiendo 92 goles, siendo el jugador de más apariciones para el Rot-Weiss a ese nivel de juego, así como ser el máximo goleador. Lippens también jugó para la selección de fútbol de los Países Bajos.
Lippens fue conocido por su irreverente sentido del humor y su imaginativo dribleo - por lo que se ganó el sobrenombre de "Ente" (pato) – siendo el favorito de la hinchada. Luego de que un árbitro lo sancionara con las palabras "Te amonesto!", Lippens graciosamente le respondió "Te agradezco!" –siendo inmediatamente expulsado.

## Trayectoria
| Club                | País           | Año         |
| ------------------- | -------------- | ----------- |
| Rot-Weiss Essen     | Alemania       | 1966-1976   |
| Borussia Dortmund   | Alemania       | 1976 - 1979 |
| Dallas Tornado      | Estados Unidos | 1979        |
| Rot-Weiss Essen     | Alemania       | 1979-1981   |
| Rot-Weiß Oberhausen | Alemania       | 1981-82     |

## Estadísticas
| Equipo            | Liga                        | Temporadas                      | Partidos Jugados | Goles Anotados |
| Rot-Weiss Essen   | Liga Regional               | 1965-1966, 1967-1969, 1971-1973 | 155              | 107            |
| Rot-Weiss Essen   | Bundesliga                  | 1966-1967, 1969-1971, 1973-1976 | 172              | 79             |
| Rot-Weiss Essen   | Liga Norte de la Bundesliga | 1979-1981                       | 67               | 23             |
| Borussia Dortmund | Bundesliga                  | 1976-1979                       | 70               | 13             |